# 糖調！-sugarfull tempering-
《糖調！-sugarfull tempering-》是Recette在2017年2月24日發售的戀愛冒險類型成人遊戲。

## 故事簡介
笛谷町每年都會發生一次鑽石塵現象，被當地居民稱呼為「妖精之夜」，並相傳在妖精之夜許願的話願望就會實現。在笛谷町經營數十年的西式糕點店「佛克羅爾」由於老闆受傷住院而陷入經營困難的情況，老闆的女兒古倉芽瑠和在店裡打工寄宿的女孩聖代橋冰織於妖精之夜這天出外許願，希望有人可以拯救佛克羅爾，當芽瑠回到店裡時，發現店裡的屋頂上掉下了一名男子。這名男子在醒來之後，為了感謝芽瑠和冰織救了自己，決定展現做蛋糕的技術以拯救佛克羅爾。

## 登場角色

### 主要角色
九郎
妖精之夜這天在笛谷町出現的男子，沒有記憶，為了感謝芽瑠和冰織救了自己而在佛克羅爾工作。製作蛋糕的技巧非常高明。
聖代橋冰織（聲：杏子御津）
在佛克羅爾打工寄宿的少女。個性認真且冷靜，擅長泡紅茶與咖啡，吃了甜食後會醉。
古倉芽瑠（聲：くすはらゆい）
佛克羅爾老闆的孫女，好奇心旺盛且活潑。非常喜歡甜食。
巧克力·涅朱（聲：藤咲ウサ）
大企業的大小姐，原本為了收購佛克羅爾而來到笛谷町，在吃過九郎做的蛋糕後改變了想法。

### 其他角色
村崎小町（聲：鈴谷麻耶）
散發大人氣息的女性，佛克羅爾的鄰居，經常在家門前打掃。喜歡佛克羅爾的蛋糕，但每次吃了之後便會開始在意自己的體重。
森都愛良（聲：成瀨未亞）
經常帶狗出來散步的女性，對九郎存有敵意。
加特·涅朱（聲：七ヶ瀨輪）
巧克力的哥哥，大企業的次期社長。原本是為了收購佛克羅爾而來，在嚐過九郎的蛋糕後也逐漸改變自己的想法。

## 主題曲
片頭曲「Candy a Mine」
作詞：，作曲、編曲：，主唱：茶太
片尾曲
作詞：，作曲、編曲：，主唱：夕梨夏

## 評價
《糖調！-sugarfull tempering-》在Getchu.com舉辦的美少女遊戲大賞2017中，聖代橋冰織獲得角色部門第18名。於2017年「萌系遊戲大賞」獲得月間賞及新品牌賞，並於年間排名獲得第8名。

## 外部連結
- 糖調！-sugarfull tempering-遊戲官網 （页面存档备份，存于）（日語）